# Anale vibrator

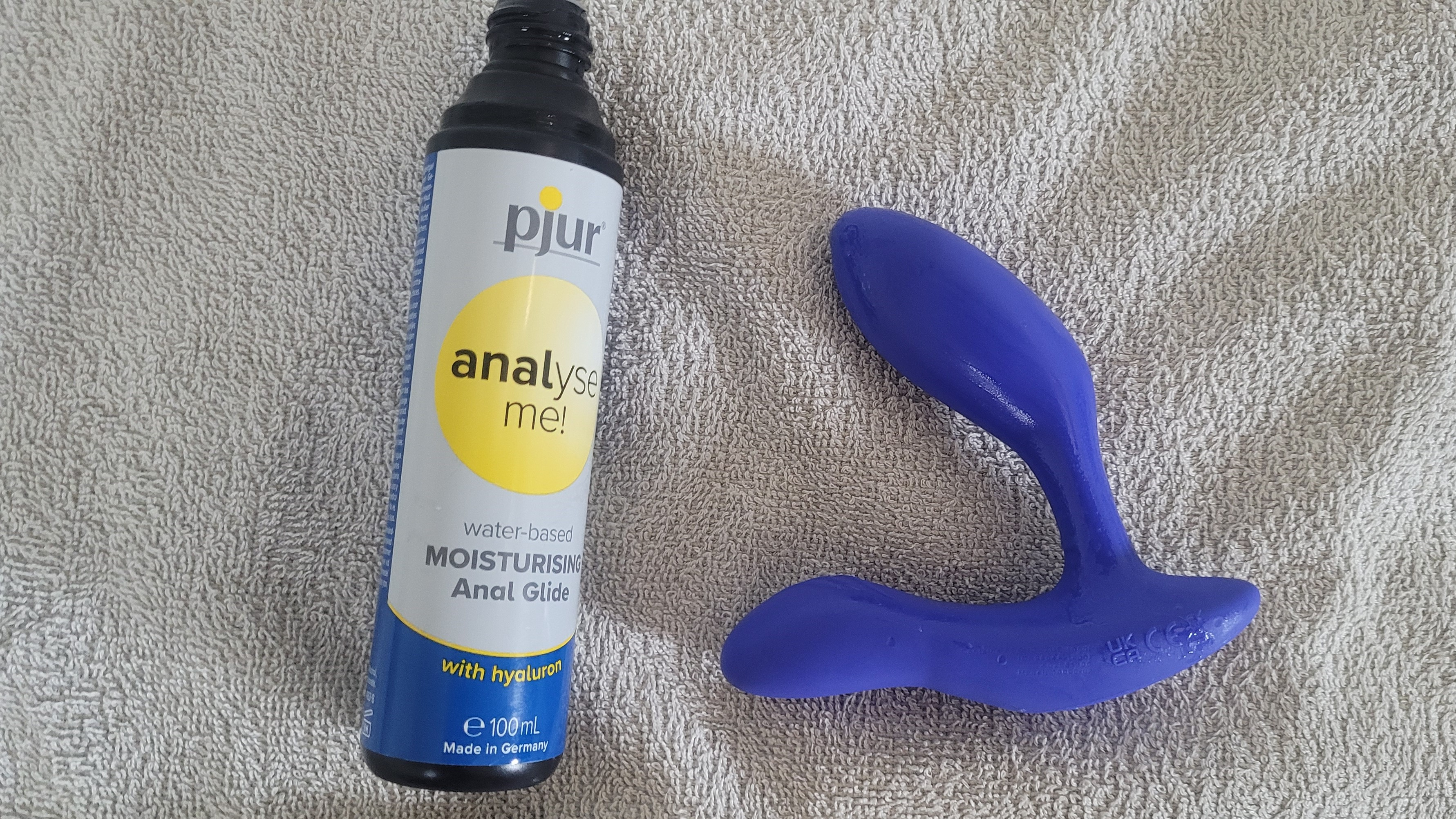
Anale vibrator voor prostaat stimulatie

Een anale vibrator is een vibrator voor de seksuele stimulatie rond en in het gebied van de anus. Ze veroorzaken trillingen in de anaalstreek die aangename sensaties kunnen opwekken. De anus is een gevoelige erogene zone met veel zenuwverbindingen. Mannen kunnen een anale vibrator gebruiken voor stimuleren van de prostaat (P-spot). Bij vrouwen kan de anale vibrator indirect de vagina en clitoris stimuleren.
Anale vibrators zijn voorzien van een verbreding aan de basis om te verhinderen dat de vibrator in zijn geheel in het rectum verdwijnt. Een gemiddelde anale vibrator is kleiner dan een vibrator voor vaginale penetratie en is ca. 12 centimeter lang en 2,5 centimeter breed.
In tegenstelling tot anale dildo's, zoals buttplugs of anale kralen, kunnen vibrerende anale seksspeeltjes ook op andere manieren stimuleren. Zo kunnen sommigen roteren, vibreren, of pulseren. Ook variëren ze in snelheid en vibratiestanden.

## Risico's
De anus maakt van nature geen vocht aan, daarom wordt bij het gebruik van een anale vibrator, net als bij anale geslachtsgemeenschap, een glijmiddel gebruikt. Een anaal glijmiddel heeft vaak een wat dikkere structuur dan een vaginaal glijmiddel. Het is beter een vibrator – nadat deze zonder bescherming van bijvoorbeeld een condoom in een anus is gebruikt – niet direct in een vagina of andere anus te gebruiken, om infecties van feces-bacteriën te voorkomen. Bij het inbrengen en ook het verwijderen van de vibrator moet voorzichtig gehandeld worden, omdat de wand van de endeldarm anders kan beschadigen.
Een vibrator met een grote diameter kan, vooral wanneer deze te snel of te krachtig worden ingebracht, scheuring van de sluitspier veroorzaken.
Om het risico op het overdragen van ziekten, waaronder hiv, te verlagen dient men vibrator bij het wisselen van sekspartner te reinigen.